# Michi Nakanishi
Michi Nakanishi (jap. 中西みち Nakanishi Michi; ur. 30 stycznia 1913 w Kyoto, zm. 30 grudnia 1991 w Takasaki) – japońska lekkoatletka, sprinterka i płotkarka.
Podczas igrzysk olimpijskich w Los Angeles (1932) nie ukończyła biegu eliminacyjnego na 80 metrów przez płotki oraz zajęła 5. miejsce w sztafecie 4 × 100 metrów (Japonki biegnące w składzie: Mie Muraoka, Nakanishi, Asa Dogura i Sumiko Watanabe ustanowiły wynikiem 48,9 rekord Japonii, który przetrwał do 1958 roku, rezultat ten był także przez lata rekordem Azji).
Oprócz rekordów w sztafecie 4 × 100 metrów Nakanishi sześciokrotnie ustanawiała rekord kraju w biegu na 80 metrów przez płotki: od 13,4 w 1929 do 12,2 w 1932.

## Rekordy życiowe
- Bieg na 100 metrów – 12,8 (1932)
- Bieg na 80 metrów przez płotki – 12,2 (1932) wynik ten był do 1938 rekordem Japonii[4]